# Stephen Hansen Stephanius
Stephen Hansen Stephanius (Copenaghen, 23 luglio 1599 – 22 aprile 1650) è stato un filologo e storico danese.

## Biografia
Suo padre era Hans Staphensen, professore presso l'Università di Copenaghen. Dal momento che suo padre nel 1608 era direttore della scuola dell'isola di Sorø, dapprima frequentò la scuola locale e poi andò a studiare a Herlufsholm. Da lì si recò nel 1615 all'Università di Copenaghen. Nel 1618 conseguì il diploma di laurea in Filosofia. Il suo corso principale era la filologia latina, la storia patriottica e l'ntichità. 1619 sposò Anne Jacobsen, la figlia del dottor Matthis Jacobsen di Aarhus e sorella del suo amico e compagno di studi a Leida, Jacob Matthiesen divenuto vescovo di Aarhus. Questo matrimonio fu di breve durata, dato che sua moglie morì il 10 febbraio 1633. Il 26 ottobre 1634 sposò Thale Eisenberg, figlia di Elias Eisenberg, professore a Copenaghen e allora prevosto di Samsø.
A 22 anni iniziò a viaggiare e frequentò le università di Rostock e Leida. Tornato in patria nel 1624 e divenne rettore della scuola di Slangerup e nel 1625 ottenne un Master presso l'Università di Copenaghen. L'eredità di suo padre nel 1625, gli permise di continuare gli studi all'estero. Da Ole Worm apprese a conoscere e a lasciarsi coinvolgere nella ricerca archeologica. Per tutta la vita rimasero poi in corrispondenza scientifica. Nel 1626, si iscrisse nuovamente all'Università di Leida, dove instaurò stretti rapporti con Gerhard Johannes Voss e Daniel Heinsius.
A Leida nel 1627 diede alle stampe il suo primo libro Breves et notae emendationes in Saxonem Grammaticum. Scrisse poi altri libri sullo stesso argomento. Nel 1645 pubblicò l'edizione in lingua latina di Gesta Danorum, intitolandola Saxonis Grammatici Historiæ Danicæ Libri XVI.
Nel 1692, postumo, venne pubblicato De Regno Daniæ ecc Tractatus Varii.